# 中能登町
中能登町（日语：／ Nakanoto machi */?）為位於日本石川縣北部的行政區劃，轄區大致位於能登半島根部的邑知潟地塹的中間；西北側為眉丈山系，東南側以寶達丘陵與富山縣相隔，主要市區位於中間的地塹區域中，沿著地塹往東北方向為七尾市，往西南方向為羽咋市。

## 人口
| 中能登町人口分布圖 |                                                 |  |
| 中能登町與日本全國年齡別人口分布比較圖 （2005年資料） | 中能登町的年齡、男女別人口分布圖 （2005年資料） |  |
| ■紫色是中能登町 ■綠色是全国 | ■藍色是男性 ■紅色是女性                         |  |
| 中能登町人口變化 \| 1970年 \| 23,181人 \| \| \| 1975年 \| 22,639人 \| \| \| 1980年 \| 22,475人 \| \| \| 1985年 \| 22,058人 \| \| \| 1990年 \| 20,678人 \| \| \| 1995年 \| 19,716人 \| \| \| 2000年 \| 19,149人 \| \| \| 2005年 \| 18,959人 \| \| \| 2010年 \| 18,535人 \| \| \| 2015年 \| 17,571人 \| \| \| 2020年 \| 16,540人 \| \| |                                                 |  |
| 資料來源：日本總務省統計中心提供之人口普查數據 |                                                 |  |
| 1970年 | 23,181人                                        |  |
| 1975年 | 22,639人                                        |  |
| 1980年 | 22,475人                                        |  |
| 1985年 | 22,058人                                        |  |
| 1990年 | 20,678人                                        |  |
| 1995年 | 19,716人                                        |  |
| 2000年 | 19,149人                                        |  |
| 2005年 | 18,959人                                        |  |
| 2010年 | 18,535人                                        |  |
| 2015年 | 17,571人                                        |  |
| 2020年 | 16,540人                                        |  |

## 歷史
過去在令制國時代最初屬於越前國能登郡，718年隨著能登郡被劃入新設立的能登國，雖然一度在742年又隨著能登國被併入越中國，不過757年恢復能登國後，就一直屬於能登國。
15世紀時為能登畠山氏所控制，但畠山氏在16世紀中因家族內的紛爭而滅亡。
東部的石動山曾是周邊加賀國、能登國、越中國的山岳信仰中心，該區域曾長期由天平寺所控制，又因為位於三國的邊界處，因此天平寺曾先後在周邊建立了石動山城、荒山城，不過在14世紀至16世紀期間因多次戰亂影響後而沒落。
織田信長在1581年平地此地後，本地開始隨著能登國成為前田氏的領地，也一度隨著能登國成為前田利家次子前田利政七尾藩的領地。17世紀江戶時代後大部分區域都成為前田氏加賀藩的領地，在江戶時代末期，有部分區域為幕府直屬的領地，不過也是委託加賀藩管理的預地。
19世紀末明治維新後，原屬幕府的領地改由高山縣管理，1871年實施廢藩置縣後加賀藩的領地改隸屬金澤縣，不過同年的第一次府縣整併後，此地區被劃入新設立的七尾縣，但也僅半年過後，又被併回由原金澤縣更而成的石川縣。
1889年日本實施町村制，現在的中能登町轄區在當時分屬御祖村、能登部村、鳥屋村、瀧尾村、越路村、相馬村、金丸村共七個行政區劃，在經過1950年代期間的整併後，成為位於北側的鳥屋町、位於東南側的鹿島町和位於西側的鹿西町三個行政區劃。
2000年代日本政府開始推動平成大合併，鳥屋町、鹿島町和鹿西町因而於2005年合併為現在的中能登町。

### 變遷表
| 1889年4月1日 | 1889年 - 1912年              | 1912年 - 1944年              | 1945年 - 1954年              | 1955年 - 1989年              | 1989年 - 現在               | 現在                        |
| ------------ | ---------------------------- | ---------------------------- | ---------------------------- | ---------------------------- | --------------------------- | --------------------------- |
| 相馬村       | 相馬村                       | 相馬村                       | 相馬村                       | 1954年3月31日 合併為田鶴濱町 | 2004年10月1日 合併為七尾市  | 2004年10月1日 合併為七尾市  |
| 相馬村       | 相馬村                       | 相馬村                       | 相馬村                       | 1954年3月31日 併入鳥屋町     | 2005年3月1日 合併為中能登町 | 2005年3月1日 合併為中能登町 |
| 鳥屋村       | 鳥屋村                       | 1939年11月3日 改制為鳥屋町   | 1939年11月3日 改制為鳥屋町   | 1939年11月3日 改制為鳥屋町   | 2005年3月1日 合併為中能登町 | 2005年3月1日 合併為中能登町 |
| 御祖村       | 御祖村                       | 御祖村                       | 御祖村                       | 1955年1月1日 合併為鹿島町    | 2005年3月1日 合併為中能登町 | 2005年3月1日 合併為中能登町 |
| 瀧尾村       | 瀧尾村                       | 瀧尾村                       | 瀧尾村                       | 1955年1月1日 合併為鹿島町    | 2005年3月1日 合併為中能登町 | 2005年3月1日 合併為中能登町 |
| 瀧尾村       | 1893年2月17日 分出設立久江村 |                              |                              | 1955年1月1日 合併為鹿島町    | 2005年3月1日 合併為中能登町 | 2005年3月1日 合併為中能登町 |
| 越路村       | 越路村                       | 1942年1月1日 改制為越路町    | 1942年1月1日 改制為越路町    | 1955年1月1日 合併為鹿島町    | 2005年3月1日 合併為中能登町 | 2005年3月1日 合併為中能登町 |
| 能登部村     | 能登部村                     | 1934年10月1日 改制為能登部町 | 1934年10月1日 改制為能登部町 | 1956年9月30日 合併為鹿西町   | 2005年3月1日 合併為中能登町 | 2005年3月1日 合併為中能登町 |
| 金丸村       |                              |                              |                              | 1956年9月30日 合併為鹿西町   | 2005年3月1日 合併為中能登町 | 2005年3月1日 合併為中能登町 |

## 交通
中能登町對外的主要接通為鐵路七尾線和公路國道159號，自金澤市出發，無論是搭乘火車或是開車都約可在一個小時抵達町內。
北鐵能登巴士有經營往返中能登與周邊羽咋市、七尾市、志賀町的客運路線，町公所也有以能登部車站為中心開設社區巴士「織姬巴士」（おりひめバス） 多條路線串聯町內各聚落。

### 鐵路
- 西日本旅客鐵道
  - 七尾線：（←羽咋市） - 金丸車站 - 能登部車站 - 良川車站 - 能登二宮車站 - （七尾市）

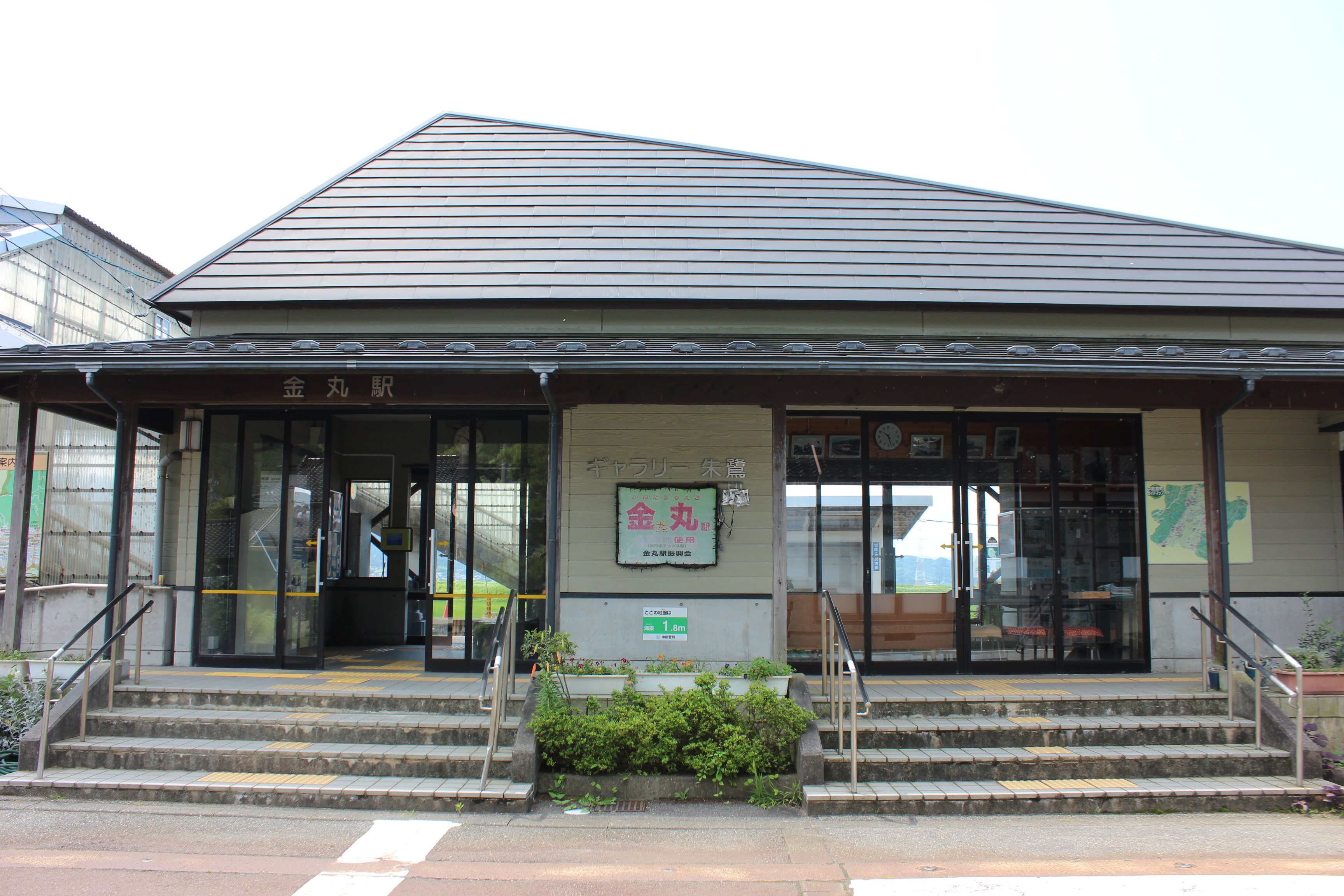
金丸車站
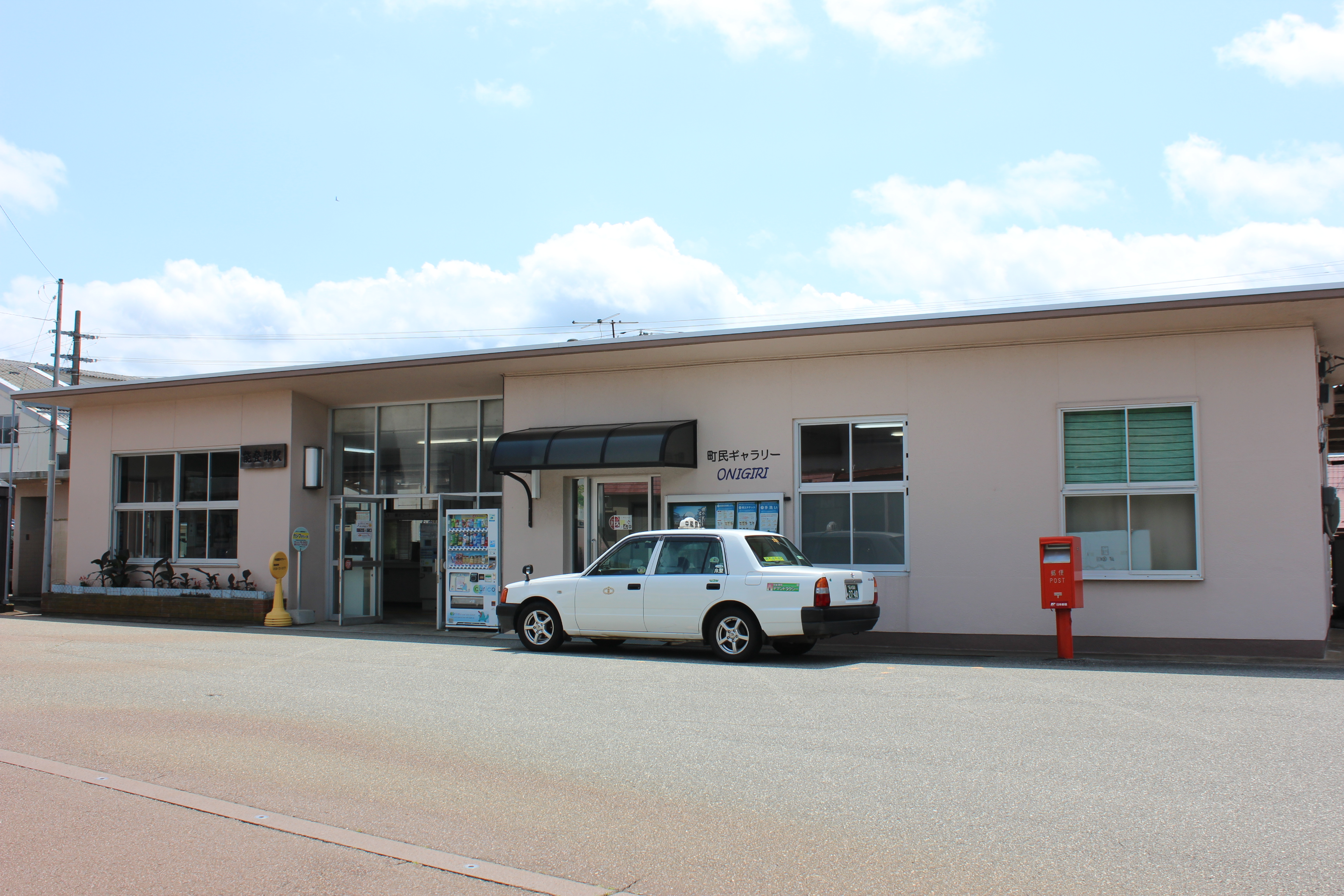
能登部車站
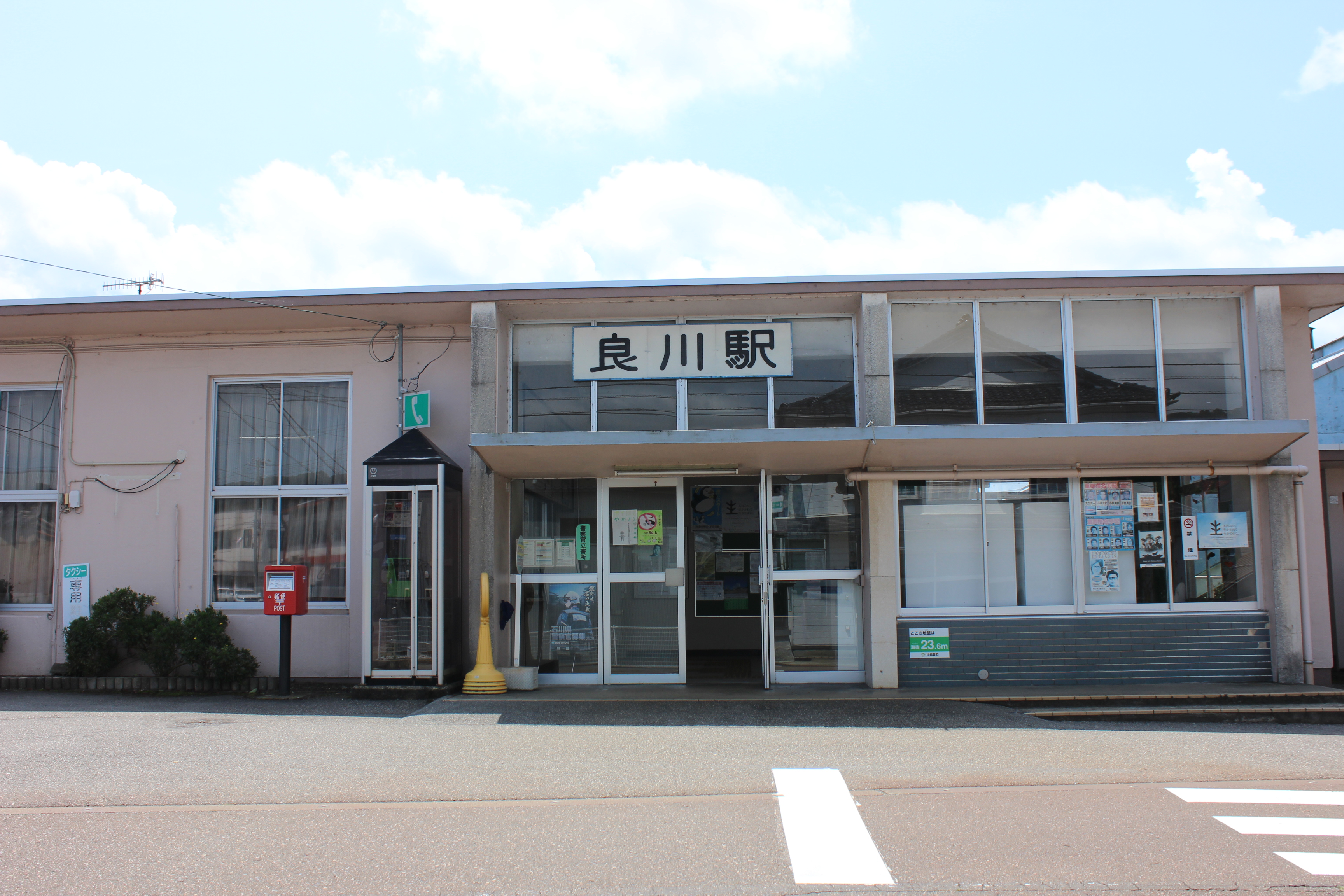
良川車站
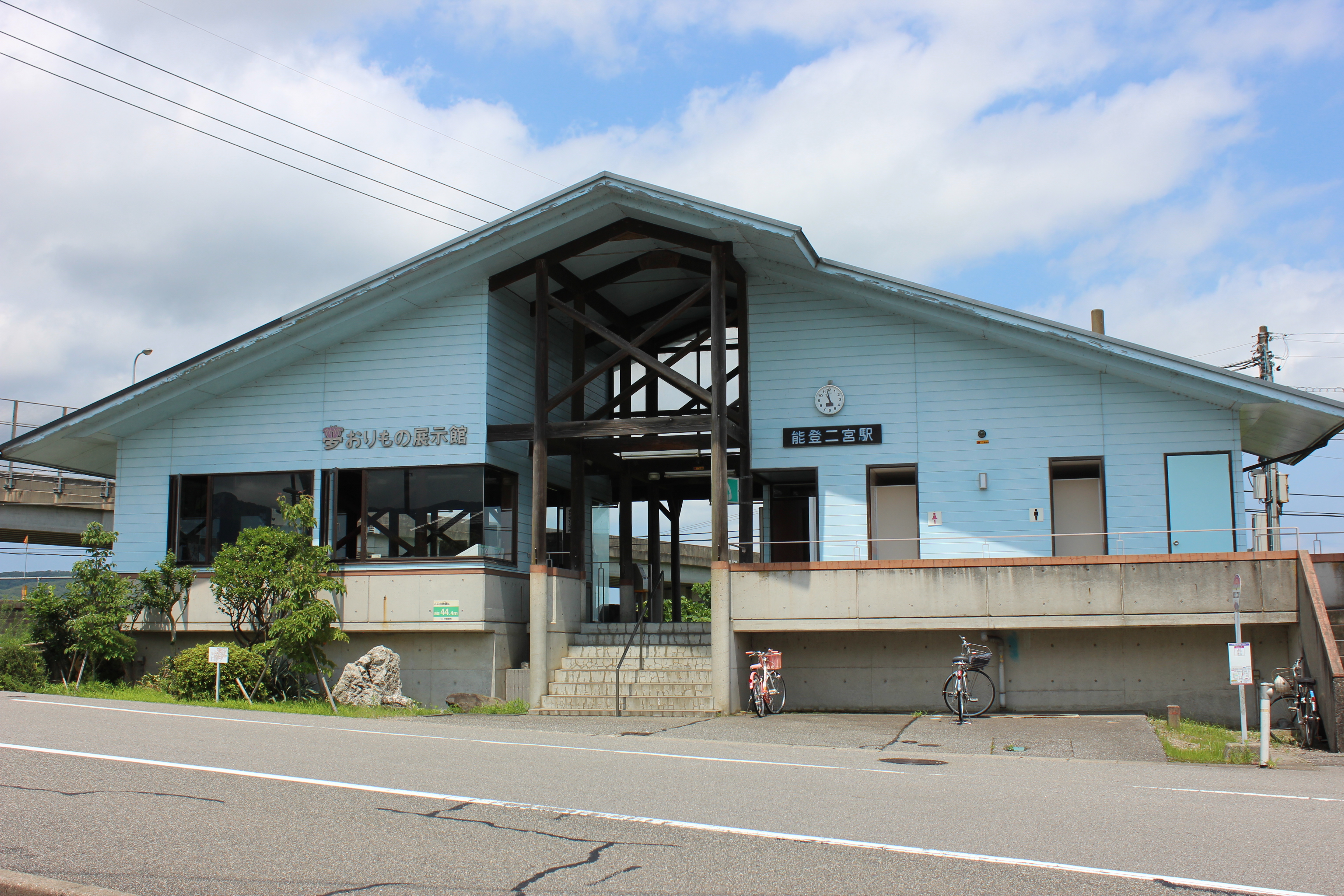
能登二宮車站

## 觀光資源
東部的石動山為過去曾是周邊的山嶽信仰中心，過去極盛時期曾擁有超過三千信徒，現已成為多個遺跡及文化財產的主題區，規畫為能登歴史公園「石動山地區」，並設有「石動山資料館」。
本地的「能登上布」為江戶時代自近江國傳入技術後發展而成的傳統織布技術，現已被列為石川縣的無形文化財產，也設有「能登上布會館」展出現場作業方式。

## 外部連結
- （日語） YouTube上的中能登町頻道
- （日語） 中能登觀光指引 （页面存档备份，存于）